# Zyxomma obtusum
Zyxomma obtusum är en trollsländeart som beskrevs av Willem Albarda 1881.
Zyxomma obtusum ingår i släktet Zyxomma och familjen segeltrollsländor. Inga underarter finns listade i Catalogue of Life.